# Ванкувер (острів)

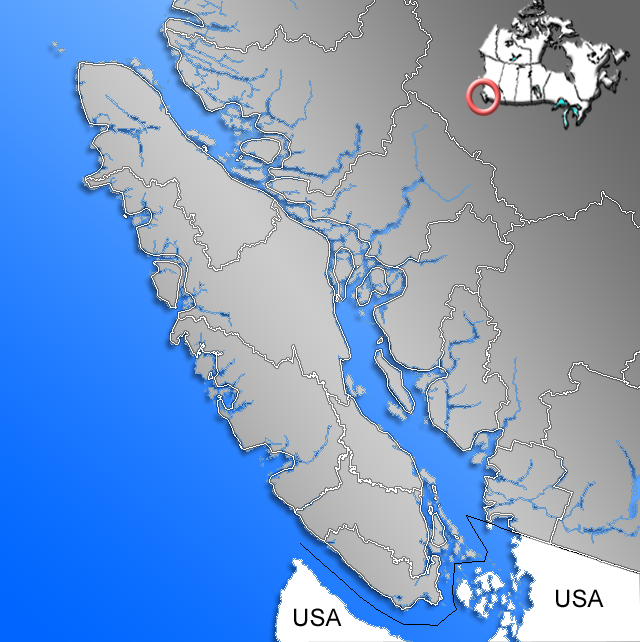
Острів Ванкувер

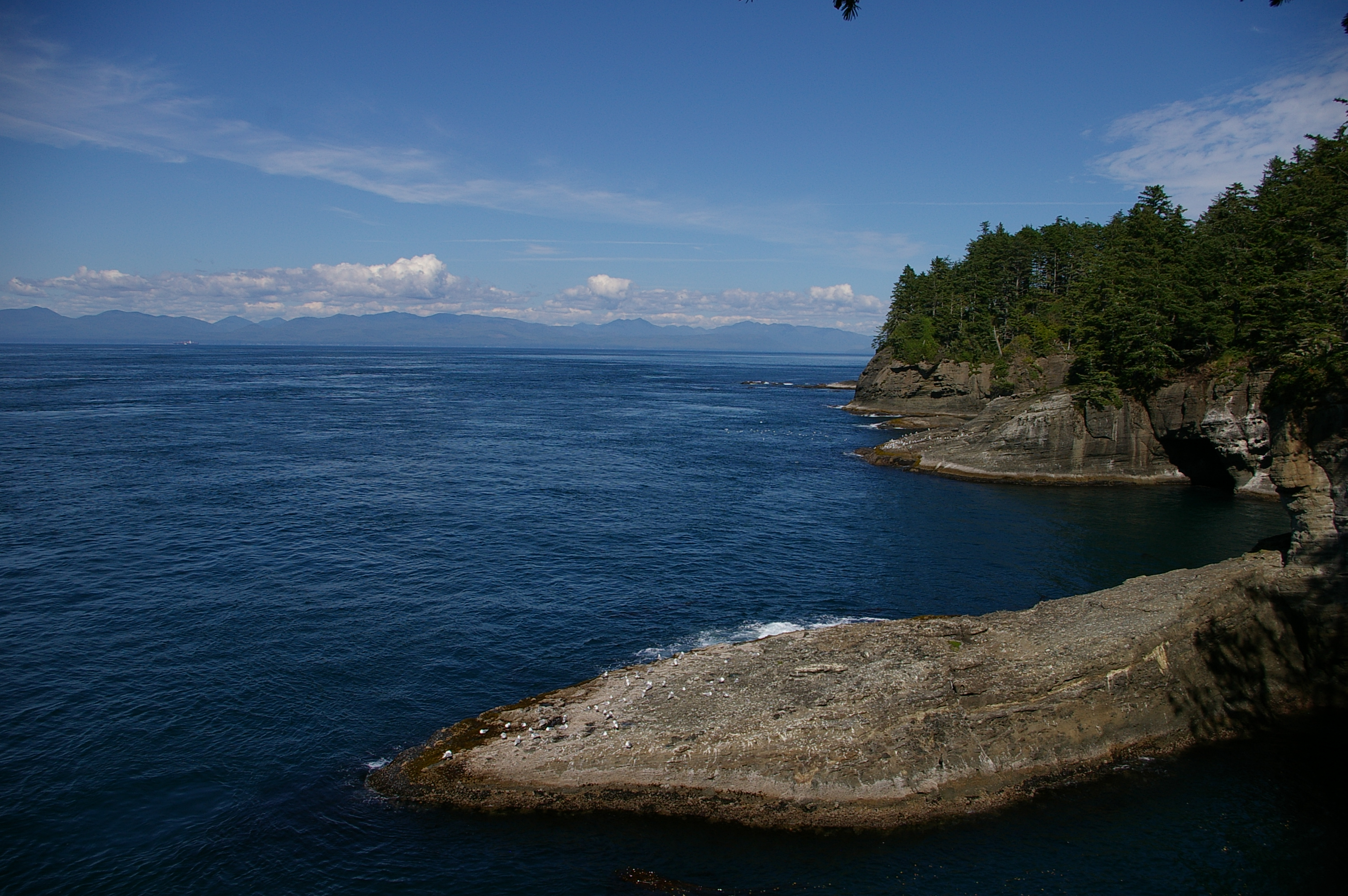
Кейп-Флаттері

Острів Ванкувер (англ. Vancouver Island) — острів на західному узбережжі канадської провінції Британська Колумбія. Названий на честь британського дослідника Джорджа Ванкувера.
Площа острову — приблизно 32 134 км², довжина — 460 км, ширина — 80 км. Населення станом на 2004 рік — 734 860 жителів. За кількістю населення це другий канадський острів (після острова Монреаль у провінції Квебек).

## Географія
Острів Ванкувер розташований у південно-західному куті провінції Британська Колумбія, Канада. Він відділений від материка протокою Джонстон і протокою Королеви Шарлотти з півночі й північного сходу, та протокою Джорджія з південного сходу, яка разом із протокою Хуан-де-Фука вздовж південного заходу острова відокремлює його від США (протоки Джорджія та Хуан-де-Фука зараз офіційно належать до моря Селіш, яке містить і затоку П'юджет-Саунд). На захід від острова розташований відкритий Тихий океан, а на північ — затока Королеви Шарлотти.

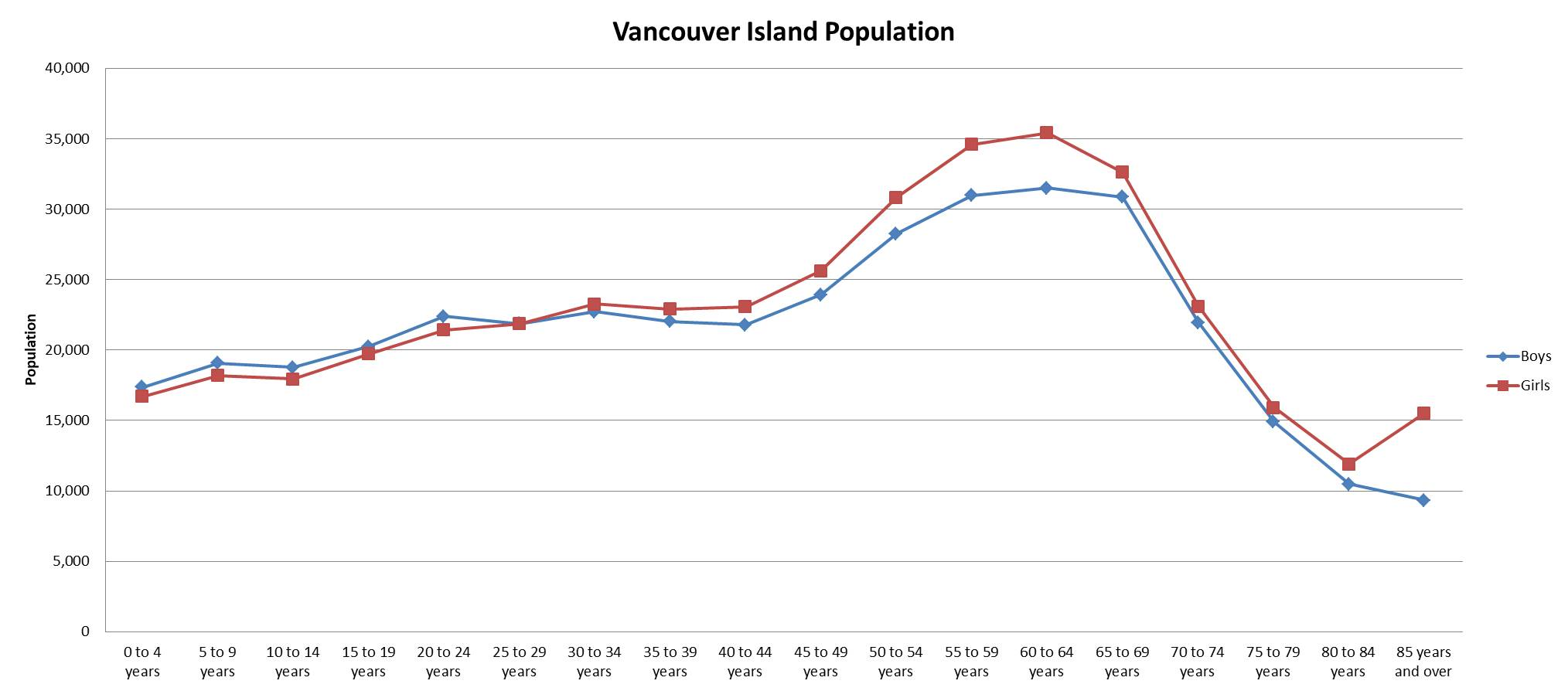
Розподіл населення острова Ванкувер за статтю

По всій довжині острова простягаються Ванкуверські острівні хребти, поділяючи його на вологий та розрізаний західний берег та сухіший, пологіший східний берег. Найвищою точкою цих хребтів є Ґолден-Гайнд, 2195 м.н.м. Розташована поблизу центру острова Ванкувер у 2 500 квадратних кілометрів (965 миля2), Провінційний парк Страткона площею 2500 км², гора є частиною групи вершин, які містять єдині льодовики на острові, найбільшим з яких є Комокс. Берегова лінія західного узбережжя вирізана і часто гірська, має багато фіордів і заток. Всередині острова є багато озер та річок. Найбільшим озером є озеро Кеннеді, на північ від Юклулет.

## Міста і містечка
- Вікторія
- Нанаймо
- Порт-Елберні
- Парксвілл
- Кемпбелл-Ривер
- Кортні
- Тофіно
- Юклулет

## Економіка
Одне з чільних підприємств острова — Island Copper Mine, найбільше наприкінці XX століття підприємство Канади з видобутку і збагачення молібденових руд.